# Knoxieae
Knoxieae es una tribu de plantas perteneciente a la familia Rubiaceae.

## Géneros
Según NCBI
- Carphalea - Chamaepentas - Chlorochorion - Dirichletia - Dolichopentas - Knoxia - Otiophora - Otomeria - Paraknoxia - Parapentas - Paratriaina - Pentanisia - Pentas - Phyllopentas - Rhodopentas - Triainolepis[1]